# Ка дел Боско (Лоди)
Ка дел Боско је насеље у Италији у округу Лоди, региону Ломбардија.
Према процени из 2011. у насељу је живело 19 становника. Насеље се налази на надморској висини од 64 м.